# 요크 (옷)

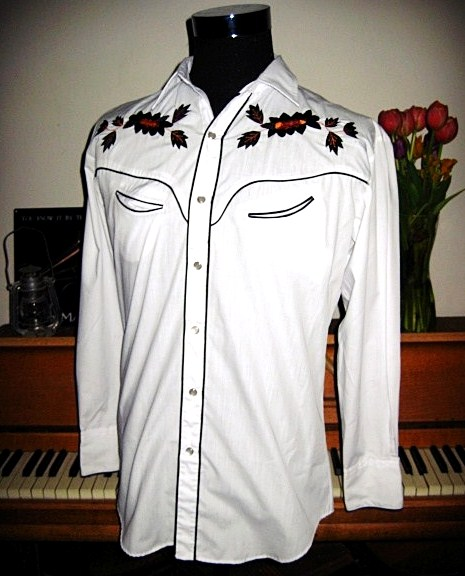
어깨 요크가 있는 남성 셔츠

요크(yoke)는 여성복, 아동복을 재단할 때에 장식으로 어깨나 스커트의 위쪽에 감을 대는 일을 가리키는 단어이다. 요크 부분은 대개 몸에 꼭 맞도록 한다. 요크 부분의 아래로는 잔주름을 잡기도 하고 바느질을 하면서 요크 부분에만 안감을 대기도 한다.